# Miland
Miland är en tätort i Tinns kommun i Telemark fylke i södra Norge. Orten ligger i Vestfjorddalen, vid fylkesväg 37 och älven Måna, cirka 10 kilometer nordöst om kommunens centralort Rjukan.